# Dekenskapelle
Dekenskapelle was een dorp op het Nederlandse eiland Noord-Beveland, provincie Zeeland. Het dorp lag aan de oostzijde van het Wijtvliet.
In 1271 stond de parochie bekend onder de naam Noortwelle. De kerk zelf was een dochterkerk van de kerk van Welle. De naam Dekenskapelle (Capella decani) komt in een document uit 1356 voor.
Waarschijnlijk is Dekenskapelle tijdens de stormvloed van 24 december 1357 overstroomd geraakt. Deze situatie heeft vermoedelijk langere tijd geduurd, want de Utrechtse Dom maakte geen vermelding van bijdragen vanuit Dekenskapelle voor de bouw van de nieuwe Domkerk. In 1409 of 1410 werd nog wel een nieuwe pastoor benoemd voor Dekenskapelle.
De Tweede Sint Elisabethsvloed van 1421 zal het dorp definitief hebben verwoest. Wat er nog over was van de parochie, werd vervolgens bij Welle gevoegd.
In de 19e en 20e eeuw werden bij de Wanteskuip tientallen skeletten en de restanten van een gebouw aangetroffen. Er is gesuggereerd dat het om een kasteel zou gaan van de heren van Emelisse, maar het is ook aannemelijk dat het hier gaat om het kerkhof van Dekenskapelle.